# Ilija Iliev
Ilija Iliev (Bulgaars: Илия Илиев) (Sofia, 20 december 1974) is een Bulgaarse voetballer die speelt voor Botev Vratsa.